# Seko Fofana
Seko Mohamed Fofana (Parigi, 7 maggio 1995) è un calciatore ivoriano con cittadinanza francese, centrocampista del Rennes e della nazionale ivoriana,  con la quale ha vinto la Coppa d'Africa nel 2024.

## Biografia
Fofana è nato in Francia da genitori originari della Costa d'Avorio. Dopo aver militato nelle selezioni giovanili transalpine, il 3 aprile 2017 accetta la convocazione della nazionale maggiore ivoriana.

## Caratteristiche tecniche
Centrocampista centrale o trequartista, possiede un'ottima velocità di esecuzione e una buona interdizione difensiva. Dal carattere tenace e battagliero, calcia con entrambi i piedi anche se il destro è il piede di riferimento.
Viene paragonato a Yaya Tourè e Patrick Vieira.

## Carriera

### Club

#### Gli inizi

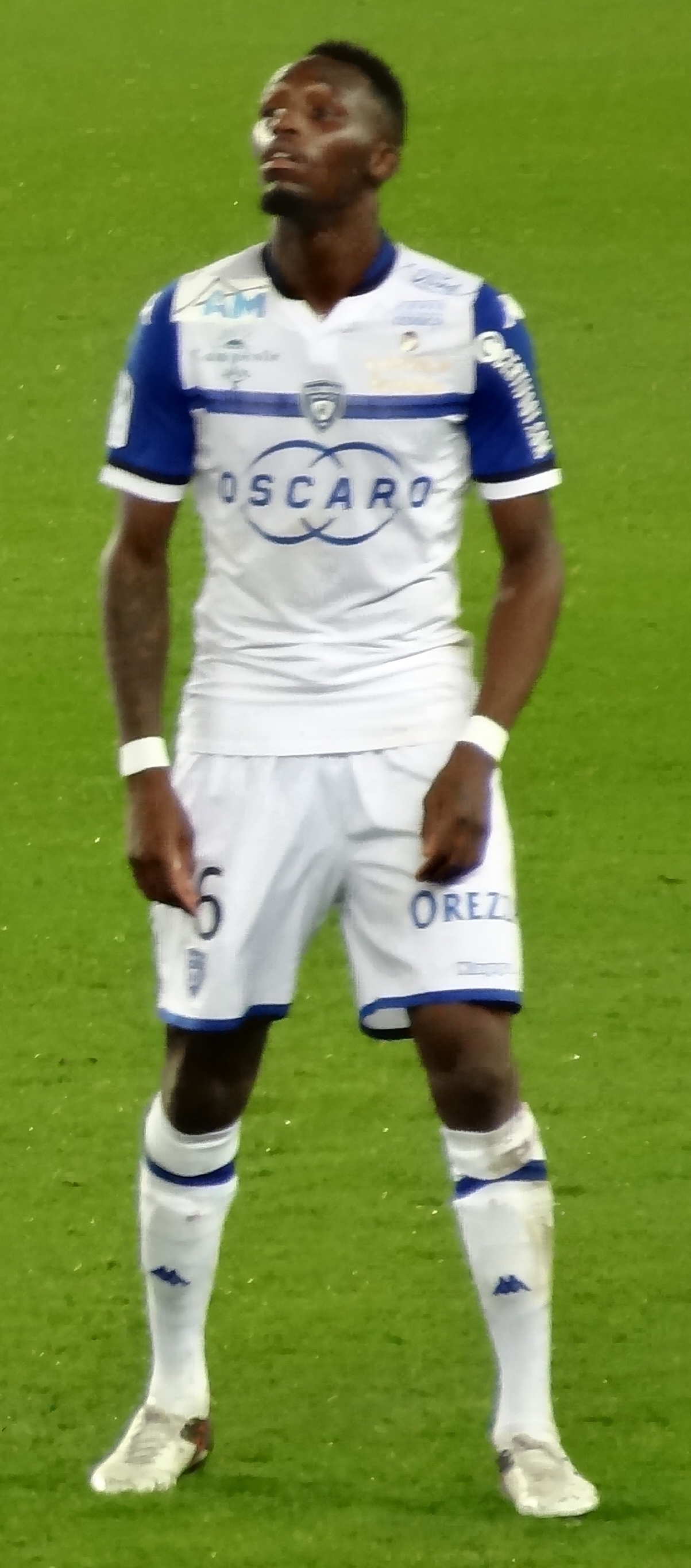
Fofana con la maglia del Bastia nel 2015

Cresciuto tra le giovanili del Paris FC e del Lorient, il 31 gennaio 2013 il Manchester City lo acquista da quest'ultimo club. Aggregato alla squadra riserve, nell'annata 2013-2014 colleziona 20 presenze e 5 reti nel campionato giovanile e 7 presenze e 2 gol nella UEFA Youth League. Tali prestazioni gli permettono di vincere il premio "Player of the Season".
Il 27 novembre 2014 il City decide di mandarlo in prestito annuale al Fulham. Fa il suo debutto due giorni dopo, subentrando ad Emerson Hyndman nella vittoria per 2-1 ai danni del Brighton in Championship. Segna la sua prima rete come professionista il 21 marzo 2015, contribuendo di fatto alla vittoria esterna contro l'Huddersfield Town. Ottenuta la titolarità sotto la guida del tecnico Kit Symons, al termine della stagione ottiene 25 presenze in tutte le competizioni.
Dopo aver giocato due partite amichevoli con il City, il 30 luglio 2015 viene ceduto nuovamente in prestito al Bastia, in Ligue 1. Esordisce con la nuova squadra l'8 agosto seguente, giocando da titolare la partita vinta 2-1 contro il Rennes. Realizza la sua prima rete francese il 12 dicembre, in occasione del pareggio esterno con il Troyes (1-1). Termina l'annata con 33 presenze complessive.

#### Udinese
Il 1º luglio 2016 viene acquistato per 3,8 milioni di euro dall'Udinese. Compie l'esordio italiano il 20 agosto seguente, partendo da titolare nella sconfitta per 4-0 in casa della Roma. Il 27 ottobre, invece, in occasione della partita Palermo-Udinese terminata 1-3, mette a segno la sua prima doppietta in carriera. Segna poi altre tre reti, rispettivamente ai danni del Cagliari, dell'Atalanta e del Sassuolo. Il 5 marzo 2017, nella partita contro la Juventus, rimedia la frattura del perone dopo lo scontro con Alex Sandro. Termina anzitempo la sua prima annata friulana, dove colleziona in totale 23 partite.

#### Lens
Il 18 agosto 2020 si trasferisce a titolo definitivo al Lens per 15 milioni di euro firmando un contratto quadriennale.. Resta per tre stagioni, diventando anche capitano, totalizzando in 112 partite 21 gol e 12 assist.

#### Al-Nassr e Al-Ettifaq
Il 18 luglio 2023 viene acquistato dall'Al-Nassr per 25 milioni di euro. Il 12 agosto vince il suo primo trofeo con la squadra saudita battendo l'Al Hilal per la Coppa dei Campioni araba per club.
Dopo appena sei mesi lascia i gialloblù per trasferirsi a titolo temporaneo all'Al-Ettifaq. Dopo sei mesi, il 17 agosto 2024 il prestito viene rinnovato per l'intera stagione, salvo risolvere il prestito anticipatamente il 31 dicembre 2024.

#### Rennes
Il 1º gennaio 2025, Fofana viene ingaggiato a titolo definitivo dal Rennes, in Ligue 1, per circa 20 milioni di euro, sottoscrivendo un contratto di quattro anni e mezzo con il club bretone.

### Nazionale
Dopo aver rappresentato la Francia a tutti i livelli giovanili (dall'U-16 all'U-19), nel 2017 decide di giocare per la Costa d'Avorio.
Fa il suo debutto per la nazionale africana l'11 novembre dello stesso anno, giocando tutti e i 90 minuti della partita persa 2-0 contro il Marocco, valevole per le qualificazioni al campionato mondiale 2018. Il suo primo gol arriva invece il 10 settembre 2019, in occasione dell'amichevole vinta 1-2 contro la nazionale tunisina.

## Statistiche

### Presenze e reti nei club
Statistiche aggiornate al 1º gennaio 2025.
| Stagione          | Squadra           | Campionato        | Campionato | Campionato | Coppe nazionali | Coppe nazionali | Coppe nazionali | Coppe continentali | Coppe continentali | Coppe continentali | Altre coppe | Altre coppe | Altre coppe | Totale | Totale |
| Stagione          | Squadra           | Comp              | Pres       | Reti       | Comp            | Pres            | Reti            | Comp               | Pres               | Reti               | Comp        | Pres        | Reti        | Pres   | Reti   |
| ----------------- | ----------------- | ----------------- | ---------- | ---------- | --------------- | --------------- | --------------- | ------------------ | ------------------ | ------------------ | ----------- | ----------- | ----------- | ------ | ------ |
| 2012-2013         | Lorient 2         | CFA               | 10         | 1          | -               | -               | -               | -                  | -                  | -                  | -           | -           | -           | 10     | 1      |
| 2014-2015         | Fulham            | FLC               | 21         | 1          | FACup+CdL       | 4+0             | 0               | -                  | -                  | -                  | -           | -           | -           | 25     | 1      |
| 2015-2016         | Bastia            | L1                | 32         | 1          | CF+CdL          | 1+0             | 0               | -                  | -                  | -                  | -           | -           | -           | 33     | 1      |
| 2016-2017         | Udinese           | A                 | 22         | 5          | CI              | 1               | 0               | -                  | -                  | -                  | -           |             | -           | 23     | 5      |
| 2017-2018         | Udinese           | A                 | 27         | 3          | CI              | 2               | 0               | -                  | -                  | -                  | -           | -           | -           | 29     | 3      |
| 2018-2019         | Udinese           | A                 | 31         | 2          | CI              | 1               | 0               | -                  | -                  | -                  | -           | -           | -           | 32     | 2      |
| 2019-2020         | Udinese           | A                 | 32         | 3          | CI              | 3               | 0               | -                  | -                  | -                  | -           | -           | -           | 35     | 3      |
| Totale Udinese    | Totale Udinese    | Totale Udinese    | 112        | 13         |                 | 7               | 0               |                    | -                  | -                  |             | -           | -           | 119    | 13     |
| 2020-2021         | Lens              | L1                | 30         | 2          | CF              | 2               | 0               | -                  | -                  | -                  | -           | -           | -           | 32     | 2      |
| 2021-2022         | Lens              | L1                | 38         | 8          | CF              | 3               | 2               | -                  | -                  | -                  | -           | -           | -           | 40     | 10     |
| 2022-2023         | Lens              | L1                | 35         | 7          | CF              | 4               | 2               | -                  | -                  | -                  | -           | -           | -           | 38     | 9      |
| Totale Lens       | Totale Lens       | Totale Lens       | 103        | 17         |                 | 9               | 4               |                    | -                  | -                  |             | -           | -           | 112    | 21     |
| 2023-gen. 2024    | Al-Nassr          | SPL               | 14         | 0          | KC              | 3               | 2               | ACL                | 2                  | 0                  | CdC         | 6           | 1           | 25     | 3      |
| gen.-giu. 2024    | Al-Ettifaq        | SPL               | 14         | 2          | KC              | 0               | 0               | -                  | -                  | -                  | -           | -           | -           | 14     | 2      |
| lug.-dic. 2024    | Al-Ettifaq        | SPL               | 13         | 0          | KC              | 2               | 0               | -                  | -                  | -                  | -           | -           | -           | 15     | 0      |
| Totale Al Ettifaq | Totale Al Ettifaq | Totale Al Ettifaq | 27         | 2          |                 | 2               | 0               |                    | -                  | -                  |             | -           | -           | 29     | 2      |
| gen.-giu. 2025    | Rennes            | L1                | 0          | 0          | CF              | 0               | 0               | -                  | -                  | -                  | -           | -           | -           | 0      | 0      |
| Totale carriera   | Totale carriera   | Totale carriera   | 319        | 35         |                 | 26              | 6               |                    | 2                  | 0                  |             | 6           | 1           | 353    | 42     |

### Cronologia presenze e reti in nazionale
| Cronologia completa delle presenze e delle reti in nazionale ― Costa d'Avorio | Cronologia completa delle presenze e delle reti in nazionale ― Costa d'Avorio | Cronologia completa delle presenze e delle reti in nazionale ― Costa d'Avorio | Cronologia completa delle presenze e delle reti in nazionale ― Costa d'Avorio | Cronologia completa delle presenze e delle reti in nazionale ― Costa d'Avorio | Cronologia completa delle presenze e delle reti in nazionale ― Costa d'Avorio | Cronologia completa delle presenze e delle reti in nazionale ― Costa d'Avorio | Cronologia completa delle presenze e delle reti in nazionale ― Costa d'Avorio |
| Data                                                                          | Città                                                                         | In casa                                                                       | Risultato                                                                     | Ospiti                                                                        | Competizione                                                                  | Reti                                                                          | Note                                                                          |
| ----------------------------------------------------------------------------- | ----------------------------------------------------------------------------- | ----------------------------------------------------------------------------- | ----------------------------------------------------------------------------- | ----------------------------------------------------------------------------- | ----------------------------------------------------------------------------- | ----------------------------------------------------------------------------- | ----------------------------------------------------------------------------- |
| 11-11-2017                                                                    | Abidjan                                                                       | Costa d'Avorio                                                                | 0 – 2                                                                         | Marocco                                                                       | Qual. Mondiali 2018                                                           | -                                                                             | 62’                                                                           |
| 6-9-2019                                                                      | Caen                                                                          | Costa d'Avorio                                                                | 1 – 2                                                                         | Benin                                                                         | Amichevole                                                                    | -                                                                             | 84’                                                                           |
| 10-9-2019                                                                     | Rouen                                                                         | Tunisia                                                                       | 1 – 2                                                                         | Costa d'Avorio                                                                | Amichevole                                                                    | 1                                                                             | 90+7’                                                                         |
| 13-10-2019                                                                    | Amiens                                                                        | Costa d'Avorio                                                                | 3 – 1                                                                         | RD del Congo                                                                  | Amichevole                                                                    | -                                                                             |                                                                               |
| 16-11-2019                                                                    | Abidjan                                                                       | Costa d'Avorio                                                                | 1 – 0                                                                         | Niger                                                                         | Qual. Coppa d'Africa 2021                                                     | -                                                                             | 25’                                                                           |
| 19-11-2019                                                                    | Macallè                                                                       | Etiopia                                                                       | 2 – 1                                                                         | Costa d'Avorio                                                                | Qual. Coppa d'Africa 2021                                                     | -                                                                             | 82’                                                                           |
| 24-9-2022                                                                     | Le Petit-Quevilly                                                             | Costa d'Avorio                                                                | 2 – 1                                                                         | Togo                                                                          | Amichevole                                                                    | 1                                                                             | 72’                                                                           |
| 27-9-2022                                                                     | Amiens                                                                        | Costa d'Avorio                                                                | 3 – 1                                                                         | Guinea                                                                        | Amichevole                                                                    | 1                                                                             |                                                                               |
| 14-10-2023                                                                    | Abidjan                                                                       | Costa d'Avorio                                                                | 1 – 1                                                                         | Marocco                                                                       | Amichevole                                                                    | -                                                                             | 88’                                                                           |
| 17-10-2023                                                                    | Abidjan                                                                       | Costa d'Avorio                                                                | 1 – 1                                                                         | Sudafrica                                                                     | Amichevole                                                                    | -                                                                             |                                                                               |
| 17-11-2023                                                                    | Abidjan                                                                       | Costa d'Avorio                                                                | 9 – 0                                                                         | Seychelles                                                                    | Qual. Mondiali 2026                                                           | 1                                                                             | 78’                                                                           |
| 20-11-2023                                                                    | Dar es Salaam                                                                 | Gambia                                                                        | 0 – 2                                                                         | Costa d'Avorio                                                                | Qual. Mondiali 2026                                                           | 1                                                                             |                                                                               |
| 6-1-2024                                                                      | San-Pédro                                                                     | Costa d'Avorio                                                                | 5 – 1                                                                         | Sierra Leone                                                                  | Amichevole                                                                    | -                                                                             | 77’                                                                           |
| 13-1-2024                                                                     | Abidjan                                                                       | Costa d'Avorio                                                                | 2 – 0                                                                         | Guinea-Bissau                                                                 | Coppa d'Africa 2023 - 1º turno                                                | 1                                                                             |                                                                               |
| 18-1-2024                                                                     | Abidjan                                                                       | Costa d'Avorio                                                                | 0 – 1                                                                         | Nigeria                                                                       | Coppa d'Africa 2023 - 1º turno                                                | -                                                                             |                                                                               |
| 22-1-2024                                                                     | Abidjan                                                                       | Guinea Equatoriale                                                            | 4 – 0                                                                         | Costa d'Avorio                                                                | Coppa d'Africa 2023 - 1º turno                                                | -                                                                             |                                                                               |
| 29-1-2024                                                                     | Yamoussoukro                                                                  | Senegal                                                                       | 1 – 1 dts (4 – 5 dtr)                                                         | Costa d'Avorio                                                                | Coppa d'Africa 2023 - Ottavi di finale                                        | -                                                                             | 79’                                                                           |
| 3-2-2024                                                                      | Bouaké                                                                        | Mali                                                                          | 1 – 2 dts                                                                     | Costa d'Avorio                                                                | Coppa d'Africa 2023 - Quarti di finale                                        | -                                                                             |                                                                               |
| 7-2-2024                                                                      | Abidjan                                                                       | Costa d'Avorio                                                                | 1 – 0                                                                         | RD del Congo                                                                  | Coppa d'Africa 2023 - Semifinale                                              | -                                                                             | 61’                                                                           |
| 11-2-2024                                                                     | Abidjan                                                                       | Costa d'Avorio                                                                | 2 – 1                                                                         | Nigeria                                                                       | Coppa d'Africa 2023 - Finale                                                  | -                                                                             | 87’ 88’                                                                       |
| 7-6-2024                                                                      | Korhogo                                                                       | Costa d'Avorio                                                                | 1 – 0                                                                         | Gabon                                                                         | Qual. Mondiali 2026                                                           | 1                                                                             | 65’                                                                           |
| 11-10-2024                                                                    | San-Pédro                                                                     | Costa d'Avorio                                                                | 4 – 1                                                                         | Sierra Leone                                                                  | Qual. Coppa d'Africa 2025                                                     | -                                                                             | 78’                                                                           |
| 15-11-2024                                                                    | Ndola                                                                         | Zambia                                                                        | 1 – 0                                                                         | Costa d'Avorio                                                                | Qual. Coppa d'Africa 2025                                                     | -                                                                             | 67’                                                                           |
| 19-11-2024                                                                    | Abidjan                                                                       | Costa d'Avorio                                                                | 4 – 0                                                                         | Ciad                                                                          | Qual. Coppa d'Africa 2025                                                     | -                                                                             | 81’                                                                           |
| Totale                                                                        |                                                                               | Presenze                                                                      | 24                                                                            |                                                                               | Reti                                                                          | 7                                                                             |                                                                               |

## Palmarès

### Club
- Coppa dei Campioni araba per club: 1

Al-Nassr: 2023

### Nazionale
- Coppa d'Africa: 1

Costa d'Avorio 2023